# Coupe Banque Nationale
Coupe Banque Nationale – kobiecy turniej tenisowy kategorii WTA International Series zaliczany do cyklu WTA Tour. Rozgrywany na kortach dywanowych w hali PEPS w kanadyjskim Québecu od 1993 roku do 2018 roku. Do 2013 roku turniej rozgrywany był pod nazwą Bell Challenge.

## Mecze finałowe

### Gra pojedyncza
| Rok  | Zwyciężczyni               | Finalistka             | Wynik            |
| 2018 | Pauline Parmentier         | Jessica Pegula         | 7:5, 6:2         |
| 2017 | Alison Van Uytvanck        | Tímea Babos            | 5:7, 6:4, 6:1    |
| 2016 | Océane Dodin               | Lauren Davis           | 6:4, 6:3         |
| 2015 | Annika Beck                | Jeļena Ostapenko       | 6:2, 6:2         |
| 2014 | Mirjana Lučić-Baroni       | Venus Williams         | 6:4, 6:3         |
| 2013 | Lucie Šafářová             | Marina Erakovic        | 6:4, 6:3         |
| 2012 | Kirsten Flipkens           | Lucie Hradecká         | 6:1, 7:5         |
| 2011 | Barbora Záhlavová-Strýcová | Marina Erakovic        | 4:6, 6:1, 6:0    |
| 2010 | Tamira Paszek              | Bethanie Mattek-Sands  | 7:6(6), 2:6, 7:5 |
| 2009 | Melinda Czink              | Lucie Šafářová         | 4:6, 6:3, 7:5    |
| 2008 | Nadieżda Pietrowa          | Bethanie Mattek        | 4:6, 6:4, 6:1    |
| 2007 | Lindsay Davenport          | Julija Wakułenko       | 6:4, 6:1         |
| 2006 | Marion Bartoli             | Olga Puczkowa          | 6:0, 6:0         |
| 2005 | Amy Frazier                | Sofia Arvidsson        | 6:1, 7:5         |
| 2004 | Martina Suchá              | Abigail Spears         | 7:5, 3:6, 6:2    |
| 2003 | Marija Szarapowa           | Milagros Sequera       | 6:2, krecz       |
| 2002 | Jelena Bowina              | Marie-Gaïané Mikaelian | 6:3, 6:4         |
| 2001 | Meghann Shaughnessy        | Iva Majoli             | 6:1, 6:3         |
| 2000 | Chanda Rubin               | Jennifer Capriati      | 6:4, 6:2         |
| 1999 | Jennifer Capriati          | Chanda Rubin           | 4:6, 6:1, 6:2    |
| 1998 | Tara Snyder                | Chanda Rubin           | 4:6, 6:4, 7:6(6) |
| 1997 | Brenda Schultz-McCarthy    | Dominique Van Roost    | 6:4, 6:7(4), 7:5 |
| 1996 | Lisa Raymond               | Els Callens            | 6:4, 6:4         |
| 1995 | Brenda Schultz-McCarthy    | Dominique Van Roost    | 7:6, 6:2         |
| 1994 | Katerina Maleewa           | Brenda Schultz         | 6:3, 6:3         |
| 1993 | Nathalie Tauziat           | Katerina Maleewa       | 6:4, 6:1         |

### Gra podwójna
| Rok  | Zwyciężczynie                         | Finalistki                                       | Wynik                |
| 2018 | Asia Muhammad Maria Sanchez           | Darija Jurak Xenia Knoll                         | 6:4, 6:3             |
| 2017 | Tímea Babos Andrea Hlaváčková         | Bianca Andreescu Carson Branstine                | 6:3, 6:1             |
| 2016 | Andrea Hlaváčková Lucie Hradecká      | Ałła Kudriawcewa Aleksandra Panowa               | 7:6(2), 7:6(2)       |
| 2015 | Barbora Krejčíková An-Sophie Mestach  | María Irigoyen Paula Kania                       | 4:6, 6:3, 12–10      |
| 2014 | Lucie Hradecká Mirjana Lučić-Baroni   | Julia Görges Andrea Hlaváčková                   | 6:3, 7:6(8)          |
| 2013 | Ałła Kudriawcewa Anastasija Rodionowa | Andrea Hlaváčková Lucie Hradecká                 | 6:4, 6:3             |
| 2012 | Tatjana Malek Kristina Mladenovic     | Alicja Rosolska Heather Watson                   | 7:6(5), 6:7(6), 10–7 |
| 2011 | Raquel Kops-Jones Abigail Spears      | Jamie Hampton Ana Tatiszwili                     | 6:1, 3:6, 10–6       |
| 2010 | Sofia Arvidsson Johanna Larsson       | Bethanie Mattek-Sands Barbora Záhlavová-Strýcová | 6:1, 2:6, 10–6       |
| 2009 | Barbora Záhlavová-Strýcová Vania King | Sofia Arvidsson Séverine Brémond-Beltrame        | 6:1, 6:3             |
| 2008 | Anna-Lena Grönefeld Vania King        | Jill Craybas Tamarine Tanasugarn                 | 7:6(3), 6:4          |
| 2007 | Christina Fusano Raquel Kops-Jones    | Stéphanie Dubois Renata Voráčová                 | 6:2, 7:6(6)          |
| 2006 | Laura Granville Carly Gullickson      | Jill Craybas Alina Żydkowa                       | 6:3, 6:4             |
| 2005 | Anastasija Rodionowa Jelena Wiesnina  | Līga Dekmeijere Ashley Harkleroad                | 6:7(4), 6:4, 6:2     |
| 2004 | Carly Gullickson María Emilia Salerni | Els Callens Samantha Stosur                      | 7:5, 7:5             |
| 2003 | Li Ting Sun Tiantian                  | Els Callens Meilen Tu                            | 6:3, 6:3             |
| 2002 | Jessica Steck Samantha Reeves         | Fabiola Zuluaga María Emilia Salerni             | 4:6, 6:3, 7;5        |
| 2001 | Samantha Reeves Adriana Serra Zanetti | Klára Koukalová Alena Vašková                    | 7:5, 4:6, 6:3        |
| 2000 | Nicole Pratt Meghann Shaughnessy      | Els Callens Kimberly Po                          | 6:3, 6:4             |
| 1999 | Amy Frazier Katie Schlukebir          | Cara Black Debbie Graham                         | 6:2, 6:3             |
| 1998 | Kimberly Po Lori McNeil               | Chanda Rubin Sandrine Testud                     | 6:7(3), 7:5, 6:4     |
| 1997 | Lisa Raymond Rennae Stubbs            | Alexandra Fusai Nathalie Tauziat                 | 6:4, 5:7, 7:5        |
| 1996 | Brenda Schultz Debbie Graham          | Amy Frazier Kimberly Po                          | 6:1, 6:4             |
| 1995 | Manon Bollegraf Nicole Arendt         | Lisa Raymond Rennae Stubbs                       | 7:6(6), 4:6, 6:2     |
| 1994 | Elna Reinach Nathalie Tauziat         | Chanda Rubin Linda Wild                          | 6:4, 6:3             |
| 1993 | Katrina Adams Manon Bollegraf         | Katerina Maleewa Nathalie Tauziat                | 6:4, 6:4             |